# The Black Cat (1981)
The Black Cat (Originaltitel: Il gatto nero) ist ein italienischer Giallo von Lucio Fulci aus dem Jahr 1981. Die Handlung basiert lose auf Edgar Allan Poes Kurzgeschichte The Black Cat (Deutscher Titel: Der schwarze Kater).

## Handlung
Die Fotografin  Jill Travers untersucht mit dem Polizei-Inspektor Gorley eine Serie von mysteriösen Todesfällen. Die Körper der Getöteten weisen von Katzen stammende Kratzspuren auf. Der Verdacht fällt auf den Dorfbewohner Professor Miles, welcher die Fähigkeiten hat, mit Geistern Kontakt aufzunehmen. Außerdem kann er mit seinen Gedanken seine schwarze Katze beeinflussen; er benutzt sie, um an Menschen Rache zu nehmen. Mit der Zeit löst sich die Katze aus dem Willen des Professors und schafft es sogar, ihm ihren Willen aufzuzwingen. Als Jill diese Tatsache aufdeckt, versucht der unter dem Einfluss seiner Katze stehende Professor sie zu töten und mauert sie in seinem Keller ein. In letzter Minute kann die Polizei Jill retten.

## Kritik
„Ein für Regisseur Lucio Fulci eher untypischer Horrorfilm, der eine Erzählung von E.A. Poe nutzt, um eine unblutigere Spielart seines Metiers zu inszenieren; dabei verstrickt er sich allzu sehr in Nichtigkeiten und scheitert.“

## DVD-Veröffentlichungen in Deutschland
- Label: Laser Paradise (Red Edition)
- Label: ´84 Entertainment (Limited Uncut Edition), 27. November 2007